# Yuki Abe (fotbollsspelare född 1989)
Yuki Abe (阿部 優 Abe Yuki?), född 16 september 1989 i Tokyo prefektur, är en japansk fotbollsspelare.
Abe började sin karriär 2012 i FC Kariya. Efter FC Kariya spelade han för Saurcos Fukui och Grulla Morioka. Han avslutade karriären 2015.